# Molnár Antal (levéltáros)
Molnár Antal (Szamosújvár, 1847. november 17. – Budapest, 1902. január 6.) jog- és államtudományok doktora, országgyűlési képviselő, levéltáros, író, újságíró, fordító, armenológus, lapszerkesztő.

## Élete
Molnár Gergely és Kovács Aranka iparos szülők fia. A gimnáziumot és jogi tanulmányait Kolozsvárt, majd Pesten végezte; az utóbbi egyetemen nyerte a jog- és államtudományok doktori oklevelét; majd a politikai tudományokból magántanárrá képesíttetett. Publicisztikai tevékenységét már Kolozsvárt kezdte és a fővárosban több politikai napilapnak lett dolgozótársa. 1870-ben Szamosújvárt levéltárnoknak, 1871-ben pedig országgyűlési képviselőnek választották meg. 1879-ben a Magyar Lapok című ellenzéki politikai napi lapnak volt szerkesztője. 1880-ban átvette a Magyarország és a Nagyvilág képes hetilap szerkesztését, melyet két évig vezetett. E mellett előszeretettel foglalkozott történeti tanulmányokkal. 1884-től fogva ismét szülővárosát képviselte szabadelvűpárti programmal. Tagja és jegyzője volt a függő államadósságokat ellenőrző bizottságnak, a pénzügyi bizottság tagja és a gazdasági bizottság jegyzője. 1892-től pedig a ház egyik jegyzője. A hírlapírók nyugdíjintézetének több évig volt titkára.

## Művei

### Folyóiratcikkek
Cikkei a Hazánk és a Külföldben (1866. Barth Henrik, Még egyszer a suezi csatornáról, 1867. Az örmény nemzet); a Reformban (1870. 280. 281. sz. Kazinczy és I. Napoleon, 341. Tanfelügyelő Kazinczy Ferencz a közös iskolákról, 1871. 11., 12. sz. könyvism., 62. A szlovenek és törekvéseik Andree Richard után, 1872. 1. Régészet és történetirás Oroszországban, 1873. 140., 142., 146. sz. Kazinczy Ferencz kiadatlan leveleiből Cserey Farkashoz 1805-1811. I-XXI., 159. Műbarátok és dilettánsok a hajdankorban, 1874-79. Kazinczy levele Cserey Farkashoz Széphalom 1810. júl. 27., 246., 264., 295., 334. sz. Tiberius rhodosi számkivetésben, adopcziója, végső évei Caprea szigetén, Livia uralma. Sejanus, Beulé után, 235. sz. Hellas vallási művészete, 1875. 50. sz. Horácz és költészete, Blase de Bury után); a Figyelőben (1871. Csokonai emléke és Kazinczy); a Pesti Naplóban (1873. 215., 216. sz. II. József államtanácsa és a magyar alkotmány. Hock után, 1875. 198. sz. Országgyűlési emlékek a század elejétől, 1876. 72. sz. Virágmező halottjai: Zrínyi Ilona, Tököly Imre, 1882. 354. sz. Magyarország közművelődési állapotai Mátyás alatt); az Igazságügyben (1874. Az irodalmi szerzőjog); a Főv. Lapokban (1883. 55. sz. könyvism.); a Budapesti Szemlében (1876. A modern társadalom kormányformái, 1877. Az ellenzék a Caesarok alatt Boissier Gaston nyomán, 1887. Horatius villája, Boissier Gaston után); a Vasárnapi Ujságban (1885. Egy magyarországi fővezér kivégeztetése Prágában, 1886. Az erdélyi ev. egyetem terve a mult században, 1887. A csángó költő: Zajzoni Rab István); a M. Salonban (1886. Kulturánk a Hunyadiak korában); az Ország-Világban (1887. Egy magyar jakobinus); az Armeniának 1887-től keletkezésétől fogva munkatársa volt, úgy hogy minden számában jelent meg egy czikke (1887. Az örmény egyház énekei, Az örmény zene, Az örmény irodalom, 1888. Az ó örmény költészet, A behistuni felirat Örményországról, 1891. Agathangelos örmény történetíró, 1894. Az örmény nyelv az indo-európai nyelvcsaládban, 1900. Az Új év napja é ünnepségei a keleti örményeknél sat.); a Nemzeti Hírlapba, a kolozsvári Keletbe és a Pester Lloydba is írt publicisztikai cikkeket.

### Könyvei
- Az állam és határai. Laboulaye Ede után francziából ford. Kolozsvár, 1869.
- Augustus családja és kora. Beulé után francziából átdolgozta. Budapest. 1879. (Olcsó Könyvtár 73. Ism. Egyet. Philol. Közlöny.)
- A magyarok egyetemes története. Írta Sayous Eduard. Ford. Budapest, 1880. Két kötet.
- A középkor története. Budapest, 1881. Két kötet. (a Ribáry–Molnár–Marczali-féle Világtörténelem részeként)
- Archeologiai séták. Róma. Pompéi. Boissier Gaston után ford. Budapest, 1883.

Országgyűlési beszédei 1872-78-ig és 1884-től a Naplókban vannak.
Szerkesztette a Magyar Lapok c. politikai hirlapot 1879. január 1-től szeptember 30-ig és a Magyarország és a Nagyvilágot 1880. január 4-től 1882. november 26-ig.

### Kéziratban
- Szamosújvár monographiája (száz aranyat nyert pályamunka a város levéltárában).

## Álnevei
Anonymus, Nemo.